# Штофельн, Христофор Фёдорович
Христофор Фёдорович фон Штофельн (1720 — 1770) — русский генерал-поручик, участник русско-турецкой (1735—1739), русско-шведской (1741—1743), Семилетней и русско-турецкой (1768—1774) войн. 

## Биография
Сын генерал-поручика Фёдора фон Штофельна, знаменитого обороной Очакова в 1737 году. Родился в 1720 году и в двенадцать лет был определен в Сухопутный кадетский корпус, по окончании которого, в январе 1738 года, был выпущен в армию подпоручиком.
В чине поручика участвовал в походах против турок и крымских татар в 1736—1737 годах и находился во время походов Б. Миниха при взятии Карасубазара и Перекопской линии. Служил под началом отца.
«Очаковскій комендантъ, генералъ-маіоръ Штоффель, произведенъ въ генералъ-лейтенанты; кроме того Ея Величеству угодно было пожаловать ему несколько деревень на Украйне. Сынъ его, поручикъ Штоффель, который привезъ известіе о снятіи осады Очакова, произведенъ въ капитаны и получилъ подарокъ въ тысячу рублей.» (Письмо от 26-го ноября 1737 г.)
Произведен в 1741 году в секунд-майоры. В том же году сражался против шведов под Вильманстрандом, в 1742 году под Фридрихсгамом и Гельсингфорсом, а в 1743 году во время осложнений, возникших между Швецией и Данией по поводу избрания (см. Абоский мир) на шведский престол герцога Голштинского, исполнял должность обер-квартирмейстера при корпусе генерал-аншефа Кейта, который был послан императрицей Елизаветой Петровной на помощь шведскому правительству.
Во время Семилетней войны произведенный в 1756 году из бригадиров в инженер-полковники, Штофельн, с началом военных действий в Пруссии в 1757 году, был назначен генерал-квартирмейстером и послан в польскую Лифляндию и Литву для заготовления провиантских и фуражных магазинов для всей русской армии. В 1758 году находился в сражении под Кенигсбергом, в командировке для занятия местечка Мариенвердера и города Ландсберга, а после того при осаде крепости Кюстрин, форштадт которого он очистил от неприятеля, а саму крепость предал огню.
В 1762 году был произведен в генерал-поручики и пожалован Александровской лентой. В 1764—1765 годах находился со своим корпусом в Польше при избрании на престол Станислава Августа. До ноября 1765 года командовал Севской дивизией.
В Турецкую кампанию 1769 года, перейдя Прут, наблюдал неприятеля со стороны Бендер, удерживал и распространял завоевания в Валахии и Молдавии, управление которой ему было поручено.
Зимой, имея главную квартиру в Яссах, Штофельн, по приказанию Румянцева, занял сильными отрядами Фальчи, Галац и Бухарест и намеревался двинуться к Браилову (обладание этой крепостью обеспечивало бы на зимнее время безопасность передовых войск в Молдавии), но вынужден был изменить свой план и направиться к Фокшанам, чтобы воспрепятствовать туркам переправляться за Прут. Победа, одержанная генерал-майорами И. М. Подгоричани и Г. А. Потемкиным над соединенными силами Абда-паши]] и Сулеймана-аги при Фокшанах (3 и 4 января 1770 года), позволила Штофельну двинуть войска к Браилову, который сверх ожидания оказался сильно укрепленным. Отбив вылазку турок и чувствуя большой недостаток в осадной артиллерии и людях, Штофельн выжег город и до 260 селений, расположенных по Дунаю, а сам направился к Бухаресту, угрожаемому неприятелем со стороны Журжи.
Взяв приступом Журжу (4 февраля 1770 года) и опустошив все пространство по Дунаю от Прута до Ольты, Штофельн отступил к Бухаресту, жители которого устроили ему торжественную встречу и в знак благодарности поднесли 1000 червонцев. Штофельн отказался принять эти деньги и по его совету они были употреблены на госпиталь и раненых под Бухарестом и Журжей.
Появление в Молдавии и Валахии весной 1770 году моровой язвы заставило Штофельна, в видах предосторожности, вывести войска из городов в лагери, сам же он, придавая большое значение своему пребыванию в Яссах, оставался в городе, где вскоре пал жертвой ещё не прекратившейся заразы.

Историк А. В. Половцов писал: 

«Любя службу, Штофельн во все время своей болезни не переставал заниматься делами и диктовал лично все распоряжения. Отличаясь правотой, бескорыстием и лаской, Штофельн тем не менее был жесток с побежденными, чем неоднократно навлекал на себя гнев императрицы, обвинявшей его в излишней жестокости. Румянцев же, сильно дороживший Штофельном, оправдывал его поступки в глазах императрицы Екатерины и, донося ей о смерти Штофельна, называл его „благоразумным полководцем из рабов Её Императорского Величества, который из усердия наивеличайшего к службе, пожертвовал собой, держась тех мест, от коих он ему многократно её для собственной его безопасности приказывал удаляться“»

.